# معجزة (فلم هندي)
معجزة (بالهندية: चमत्कार) (بالإنجليزية: Chamatkar) هو فيلم كوميدي رومانسي خيالي هندي باللغة الهندية عام 1992 من إخراج راجيف ميهرا. الفيلم من بطولة نصر الدين شاه وشاه روخ خان وأورميلا ماتوندكار في أدوار محورية.

## القصة
سندر سريفاستافا هو خريج شاب. طموحه الرئيسي في الحياة هو تحقيق حلم والده في إنشاء مدرسة على أرضه التي تبلغ مساحتها نصف فدان في قريته، على الرغم من أنه لا يملك أموالاً لتنفيذ خططه. يقنع صديق طفولة سندر بريم، المحتال المخضرم في مومباي، سندر الساذج بإعطائه أمواله مقابل الرهن العقاري. عندما يصل سندر إلى مومباي، يتم خداعه أولاً ليفقد أمتعته، ثم يتم سرقته ويفقد أي أموال متبقية لديه. ثم يكتشف أن بريم خدعه وهرب إلى دبي بأمواله. ثم يضطر سندر إلى اللجوء إلى مقبرة بسبب ظروفه. يجلس على حجر قبر، ويبدأ في لعن كل المشاكل في حياته وتنفيس غضبه. يستجيب له صوت فجأة ويطلب سندر الخائف من الشخص أن يحدد هويته. يتفاجأ مصدر الصوت، الذي لا يمكن رؤيته، من قدرة سندر على سماعه. ثم يسأل سندر ما إذا كان الأخير يستطيع سماعه حقًا.
يدرك ساندر أنه كان يتحدث مع شبح ويصاب بالذعر. فجأة يظهر الشبح لساندر ويقدم نفسه على أنه أمار كومار المعروف أيضًا باسم ماركو. يخبر ماركو ساندر أنه هو الوحيد الذي يمكنه مساعدة ساندر، وبما أن ساندر هو الوحيد الذي يمكنه سماعه/رؤيته، فإن ساندر هو الوحيد القادر على مساعدة ماركو. ثم يروي ماركو لساندر قصته الحزينة: كان ماركو رجل عصابات في العالم السفلي وقع في حب سافيتيري كول، ابنة السيد كول. رفضت سافيتيري جهود ماركو للزواج منها ما لم يغير من طرقه. ولإثبات جديته، قرر ماركو التخلي عن حياة الجريمة. لم يبشر هذا بالخير لتلميذه كونتا، الذي أراد أن يصبح كبيرًا مثل ماركو نفسه. في ليلة زفافه، اختطف كونتا ماركو وقتله، وبعد ذلك دُفن في المقبرة. بعد الكشف عن قصته لساندر، كشف ماركو له أن العديد من الجرائم التي تحدث في المدينة باسمه ارتكبها في الواقع كونتا وأتباعه.
يخبر ماركو ساندر أنه بسبب خطاياه، لا يمكنه الحصول على الفداء والذهاب إلى الجنة. لقد تنبأ الله لماركو أن مخلصه فقط سيكون قادرًا على رؤيته وسماعه، مما يجعل ساندر هو المختار لمساعدته. يرفض ساندر، خائفًا، المساعدة، لكن ماركو يذكره بشكل غير متوقع بحلمه ببناء مدرسة، والذي لم يكشفه ساندر لماركو. يقنع تذكير ماركو ساندر بمساعدة ماركو، طالما أن ماركو يفي بجانبه من الصفقة. يخبره ماركو أنه يريد رؤية سافيتيري والسيد كول. يكشف لسوندر أنه لا يمكنه لمس أو إيذاء أي شخص حتى يحين الوقت المناسب. تمكن ماركو من الحصول على ساندر منصب مدرب كريكيت في مدرسة السيد كول. سرعان ما يغضب ماركو ويدمر عندما يكتشف أنه بعد مقتله، ذهب كونتا وبلطجيته إلى منزل كول وأخبروا سافيتيري أن ماركو على قيد الحياة وبصحة جيدة، وقد فر من الهند إلى الأبد، واستخدم سافيتيري للنوم معها. كان كونتا قد أخبر سافيتيري ووالدها أن ماركو يريد منهما تسليم وثائق ملكية فندقه إلى كونتا (التي كانت في حوزة سافيتيري)، لكن سافيتيري رفضت تسليمها ما لم يعود ماركو بنفسه ليطلبها. حاول كونتا الغاضب اغتصاب سافيتيري، لكن تم إيقافه عندما انهار والدها في البكاء، ووعدهم بإعطائهم الوثائق. عند سماع كل هذا، أصبح ماركو غاضبًا وتعهد بالانتقام. لقد حزن عندما علم أن سافيتيري توفيت بعد ذلك بفترة وجيزة، لكنه سرعان ما أصبح سعيدًا عندما علم أنه لديه ابنة من سافيتيري تدعى مالا.
كما اكتشف سوندر وماركو أن المدرسة تفتقر إلى التمويل وأن كونتا يحاول اغتصاب أرضها. بمساعدة ومساعدة ماركو، سرعان ما بدأ مالا وسندر في الوقوع في الحب. يستخدم ماركو قدراته الشبحية لمنع أتباع كونتا من التدخل في شؤون مالا وسندر. لاحقًا، يُظهر ماركو غرفة سرية لسندر حيث احتفظ بكل غنائمه. لم تكن الغرفة معروفة لكونتا أو أي شخص آخر، لذا يقترح ماركو أن يقوم الاثنان بالتبرع مجهولين، لإنقاذ المدرسة، وترك ما يكفي من المال لمساعدة سوندر في تحقيق حلمه. ومع ذلك، بسبب إهمالهما، يكتشف كونتا موقع الغرفة، وسرعان ما تُسرق أموال ماركو وتستخدم في أنشطة شريرة. يشير ماركو، في جملة قصيرة، إلى كونتا باسم "ووه كونتا سالا" ("ذلك المارق كونتا"). في محاولة يائسة لاستعادة الأموال المفقودة، يسرق ماركو بعض الأموال ويراهن لمضاعفة الأموال. يُحمَّل سوندر مسؤولية السرقة، على الرغم من عدم وجود دليل. على أمل حل هذا الحدث المؤسف، يخبر ماركو الحقيقة لسندر بشأن سرقة الأموال، مما يتسبب في جدال بينهما.
بعد إطلاق سراحه من السجن، وافق ساندر على مباراة كريكيت بين فريقه وفريق يرأسه ابن شقيق كونتا. تقرر أنه إذا فاز فريق ساندر بالمباراة، فسيحصلون على الأموال اللازمة للاحتفاظ بالمدرسة. في البداية، كان فريق ساندر خاسرًا، لكن ماركو دخل اللعبة (ما زال غير مرئي للجميع)، وخرّب فريق الخصم، الأمر الذي لم يكتفِ بفوز ساندر مرة أخرى إلى جانبه، بل ساعد أيضًا في قيادة فريق ساندر إلى نصر كبير.
على الرغم من أن كل شيء يبدو أنه يسير على ما يرام، إلا أن ساندر ينزلق عن طريق الخطأ ويكشف لمفتش التحقيق تريباثي، الذي حقق في حياة ماركو، حقيقة عودة شبح ماركو. بالإضافة إلى ذلك، أجرى ساندر محادثة مع كونتا قبل المباراة، وذكر شبح ماركو، مما تسبب في شعور كونتا بالشك الشديد. أثناء المباراة، اختطف كونتا ساندر ومالا وحاول دفنهما أحياء في نفس المكان الذي دفن فيه ماركو. يتمكن ماركو من قيادة الشرطة إلى المقبرة لإنقاذ سوندر ومالا، حيث يقاتل كونتا وعصابته ضد ماركو ومالا وسوندر والشرطة. بعد نجاحه في ضرب العصابات، يبدأ ماركو في خنق كونتا بحبل بينما يجبر سوندر كونتا على الاعتراف بدوره في مقتل ماركو. ثم يدفع ماركو كونتا إلى القبر الفارغ وبينما هو على وشك قتله بصخرة كبيرة، تناديه مالا للتوقف، وتناديه "أبي" وتتوسل ألا يقتل ويلطخ يديه بالدماء بسبب كونتا. عند سماع هذا، يستسلم ماركو على الفور ويترك كونتا يعيش.
أخيرًا، ينجح سوندر في مهمته في استعادة اسم ماركو. يتزوج سوندر ومالا، ويحضر ماركو حفل الزفاف. في حفل الزفاف، يسقط شعاع من الضوء على ماركو الذي يصعد بعد ذلك إلى السماء، ولكن ليس قبل أن يطلب "دقيقة واحدة" ليطلب من المشاهد أن يفعل الشيء الصحيح أثناء حياته، لأنه قد لا تتاح له الفرصة لتصحيح الأمور بعد الموت.

## طاقم العمل
- شامي كابور بدور السيد كول
- نصر الدين شاه بدور عمار كومار، المعروف أيضًا باسم ماركو
- شاه روخ خان بدور سوندار سريفاستافا
- أورميلا ماتوندكار بدور مالا كومار
- ديفين فيرما بدور المفتش بي كيه. سانت
- تينو أناند بدور كونتا
- أشوتوش جواريكر بدور مونتي
- علي أصغر بدور راكيش
- مالفيكا تيواري في دور سافيتري كول
- راكيش بيدي بدور موتي
- جوني ليفر بصفته كاتب البطارية / معلق لعبة الكريكيت
- جودي ماروتي بدور الفتاة
- سوهاس خاندكي في دور راج ميهتا، مالك الفندق
- أنجانا ممتاز  بدور السيدة كاوشاليا ميهتا
- أنجان سريفاستاف بدور آي جي. تريباثي (المفتش في عهد ماركو)
- شريتشاند ماخيجا كمدير لكلية ديال
- رافي باتواردهان بدور قرية زاميندار
- أفيناش خارشيكار في دور بريم
- آرون باكشي كحكم
- جافين باكارد بدور جونجا
- عشيوت بوتدار  بدور السكة الحديد تي سي

## الموسيقى التصويرية
تم تأليف الموسيقى بواسطة أنو مالك، وكتب كلمات الأغنية أناند باكشي. إحدى الأغاني الأكثر شعبية "إز بيار سي ميري تاراف نا ديخو" غناها كومار سانو وألكا ياجنيك.
| الرقم | أغنية                                 | مغني                                   |
| ----- | ------------------------------------- | -------------------------------------- |
| 1.    | "إز بيار سي ميري تاراف نا ديخو"       | كومار سانو، ألكا ياجنيك                |
| 2.    | "يا ميري نيندين تشوران"               | آشا بهوسل, كومار سانو                  |
| 3.    | "ييه هاي بيار بيار"                   | آشا بهوسل، كومار سانو                  |
| 4.    | "إز بيار سي ميري تاراف نا ديخو" (ذكر) | كومار سانو                             |
| 5.    | "بيشو يا بيشو"                        | آشا بهوسل                              |
| 6.    | "ديخو ديخو شاماتكار"                  | كومار سانو، سوخويندر سينغ، ناندو بهندي |
| 7.    | "جواني ديواني"                        | أوديت نارايان, بورنيما                 |

## روابط خارجية
- مقالات تستعمل روابط فنية بلا صلة مع ويكي بيانات